# Frank Lieberam
Frank Lieberam (ur. 17 grudnia 1962 w Halberstadt) – niemiecki piłkarz występujący na pozycji obrońcy i pomocnika, reprezentant NRD, trener piłkarski.

## Kariera
Seniorską karierę rozpoczynał w 1981 roku w 1. FC Magdeburg. W DDR-Oberlidze zadebiutował 24 października w przegranym 0:5 wyjazdowym meczu z Dynamem Drezno. Przez dwa lata rozegrał jedenaście ligowych spotkań, zdobywając w 1983 roku zdobył ponadto puchar kraju. W sezonie 1983/1984 reprezentował barwy BSG Lokomotive Halberstadt, po czym powrócił do 1. FC Magdeburg, gdzie nadal nie był piłkarzem podstawowego składu. W sezonie 1985/1986 był zawodnikiem BSG Stahl Riesa, gdzie został przekwalifikowany z pomocnika na obrońcę. Wystąpił wówczas w 25 ligowych spotkaniach, zdobywając w nich trzy bramki, i po zakończeniu sezonu przeszedł do Dynama Drezno. W Dynamie dwukrotnie (1988/1989, 1989/1990) zdobył mistrzostwo NRD, a w 1990 roku zdobył również Puchar NRD. 26 kwietnia 1989 roku rozegrał jedyny mecz w reprezentacji NRD, przegrany 0:3 z ZSRR w ramach eliminacji do Mistrzostw Świata 1990. W sezonie 1988/1989 dotarł z Dynamem do półfinału Pucharu UEFA, a w sezonie 1990/1991 – do ćwierćfinału Pucharu Mistrzów. W Dynamie Drezno Lieberam występował do końca 1991 roku, rozgrywając w jego barwach 118 meczów w DDR-Oberlidze i pięć w Bundeslidze. Sezon 1992 spędził na grze w koreańskim Hyundai Horang-i, po czym wrócił do Niemiec, podpisując kontrakt z VfL Wolfsburg. W barwach tego klubu rozegrał 111 meczów w 2. Bundeslidze. W 1996 roku powrócił do 1. FC Magdeburg, gdzie zakończył karierę zawodniczą dwa lata później.
Bezpośrednio po zakończeniu kariery piłkarskiej został trenerem FC Erzgebirge Aue, pełniąc tę funkcję do marca 1999 roku. W połowie 1999 roku objął posadę trenera w Germanii Halberstadt. Z klubem tym awansował do Oberligi. W listopadzie 2004 roku przestał pełnić obowiązki trenera w Germanii, a około miesiąc później podjął pracę jako szkoleniowiec 1. FC Union Berlin, z którym spadł z Regionalligi. W listopadzie 2005 roku stracił posadę. Ogółem w 30 meczach Unionu prowadzeni przez niego piłkarze wygrali jedenastokrotnie, a przegrali dziesięć razy. W 2006 roku był trenerem 1. FC Lok Stendal. W listopadzie tegoż roku został zatrudniony jako trener MSV Neuruppin. Prowadził zespół w dwunastu spotkaniach, a w maju 2007 roku stracił posadę.

## Statystyki ligowe
| Sezon         | Klub                       | Liga            | Mecze | Gole |
| ------------- | -------------------------- | --------------- | ----- | ---- |
| 1981/1982     | 1. FC Magdeburg            | DDR-Oberliga    | 7     | 0    |
| 1982/1983     | 1. FC Magdeburg            | DDR-Oberliga    | 4     | 1    |
| 1983/1984     | BSG Lokomotive Halberstadt | DDR-Bezirksliga | ?     | ?    |
| 1984/1985     | 1. FC Magdeburg            | DDR-Oberliga    | 4     | 0    |
| 1985/1986     | BSG Stahl Riesa            | DDR-Oberliga    | 25    | 3    |
| 1986/1987     | SG Dynamo Drezno           | DDR-Oberliga    | 24    | 3    |
| 1987/1988     | SG Dynamo Drezno           | DDR-Oberliga    | 19    | 1    |
| 1988/1989     | SG Dynamo Drezno           | DDR-Oberliga    | 26    | 1    |
| 1989/1990     | SG Dynamo Drezno           | DDR-Oberliga    | 25    | 0    |
| 1990/1991     | SG Dynamo Drezno           | NOFV-Oberliga   | 24    | 1    |
| 1991/1992 (j) | SG Dynamo Drezno           | Bundesliga      | 5     | 0    |
| 1992          | Hyundai Horang-i           | K-League        | 19    | 1    |
| 1992/1993 (w) | VfL Wolfsburg              | 2. Bundesliga   | 21    | 2    |
| 1993/1994     | VfL Wolfsburg              | 2. Bundesliga   | 37    | 2    |
| 1994/1995     | VfL Wolfsburg              | 2. Bundesliga   | 34    | 1    |
| 1995/1996     | VfL Wolfsburg              | 2. Bundesliga   | 19    | 0    |
| 1996/1997     | 1. FC Magdeburg            | Oberliga        | 30    | 3    |
| 1997/1998     | 1. FC Magdeburg            | Regionalliga    | 25    | 5    |